# 马肯巴赫
马肯巴赫是德国莱茵兰-普法尔茨州的一个市镇。总面积3.53平方公里，总人口1937人，其中男性958人，女性979人（2011年12月31日），人口密度549人/平方公里。